# Uwabaki
Uwabaki (jap. 上履き) – japońskie obuwie przeznaczone do noszenia w domu, szkole, niektórych firmach i obiektach publicznych, w których noszenie butów używanych na zewnątrz jest zabronione.

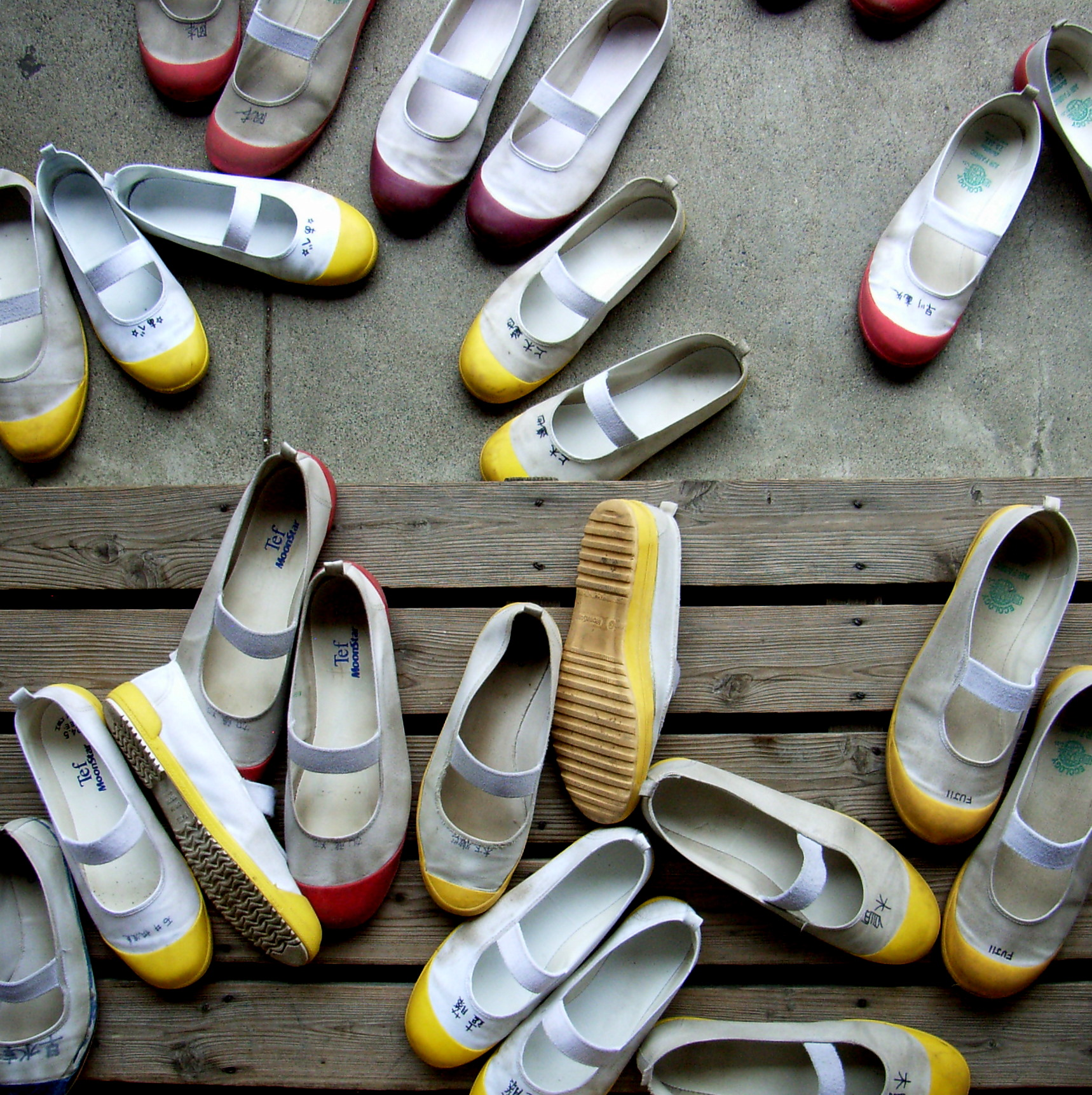
Przykład uwabaki

W kulturze japońskiej przed wejściem do domu lub budynku należy zdjąć buty. Zwłaszcza w tych pomieszczeniach, gdzie znajdują się dywany, drewniane podłogi lub maty tatami. Uwabaki to obuwie wewnętrzne, które jest lekkie, elastyczne i łatwe do zakładania i zdejmowania. Ponieważ nie są one zwykle noszone na zewnątrz, podeszwy są utrzymywane w czystości, a czyszczenie i konserwacja podłóg budynków są ograniczone do minimum.
W każdej szkole, od przedszkola po uniwersytet, przy wejściu znajduje się genkan z przypisaną szafką (getabako), do której każdy uczeń wkłada swoje uwabaki. Głównym kolorem uwabaki jest zawsze kolor biały. Kolorowy pasek znajdujący się w poprzek palców może oznaczać, do której klasy uczęszcza dany uczeń.